# .it
.itはイタリアの国別コードトップレベルドメイン(ccTLD)。IT-NICが管轄している。

## セカンドレベルドメイン
- .gov.it - 政府機関他
- .edu.it - 教育機関他